# Grzegorz Wałejko
Grzegorz Wałejko (ur. 5 maja 1962 w Suwałkach) – polski prawnik, sędzia i urzędnik państwowy, w latach 2011–2012 podsekretarz stanu w Ministerstwie Sprawiedliwości.

## Życiorys
Absolwent I Liceum Ogólnokształcącego im. Marii Konopnickiej w Suwałkach.
Ukończył studia na Wydziale Prawa i Administracji Uniwersytetu Marii Curie-Skłodowskiej w Lublinie, a także podyplomowe studium prawa europejskiego na tej samej uczelni.
Ukończył aplikację sądową. W latach 1990–1997 asesor sądowy, a następnie sędzia Sądu Rejonowego w Lubartowie. Od 1997 był sędzią Sądu Wojewódzkiego, a następnie Sądu Okręgowego w Lublinie. Specjalizuje się w sprawach cywilnych. Wykładał w Krajowej Szkole Sądownictwa i Prokuratury przedmioty związane z obrotem międzynarodowym.
16 marca 2011 powołany na stanowisko podsekretarza stanu w Ministerstwie Sprawiedliwości, odpowiedzialnego za sądownictwo powszechne, edukację prawniczą oraz kadry. Odwołany z funkcji 16 września 2012 na skutek różnic co do kształtu wymiaru sprawiedliwości z Jarosławem Gowinem. Został później sędzią Wojewódzkiego Sądu Administracyjnego w Lublinie i jego rzecznikiem prasowym.